# Rigobert Funke-Elbstadt

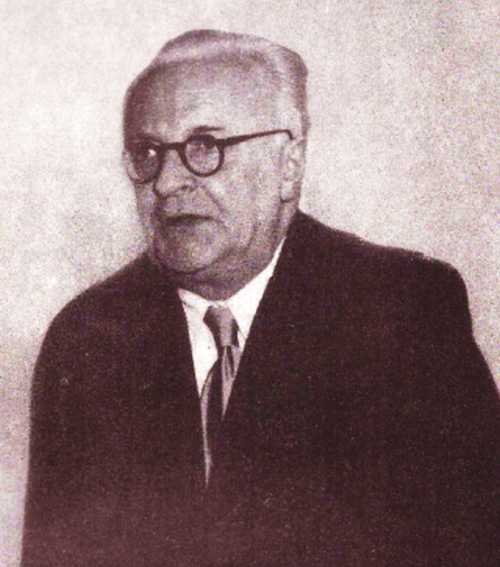
Museumsdirektor Funke-Elbstadt

Rigobert Funke-Elbstadt (Geburtsname Funke von Elbstadt; * 4. November 1891 in Komotau (Böhmen); † 8. Juli 1960 in Salzburg) war ein Kunsterzieher, Grafiker und akademischer Maler sowie von 1945 bis 1954 Direktor des Städtischen Museums Carolino Augusteum.

## Leben
Rigobert Funke-Elbstadt stammte aus einer böhmisch-österreichischen Adelsfamilie. Sein Vater, Lois Funke, war Herausgeber und Redakteur verschiedener deutschnationaler Zeitungen. Sein Großvater, Alois Funke, war ein deutschnationaler Politiker und Anwalt. Er wurde 1911 als „von Elbstadt“ in den Adelsstand erhoben.
Er besuchte eine Staats-Realschule und die Kunstgewerbliche Fachschule für Glasindustrie in Haida, ohne einen Abschluss zu erwerben. Danach studierte er ohne Abschluss an der k.k. Graphischen Lehr- und Versuchsanstalt in Wien und in Prag Malerei. 1915 wurde er zum Kriegsdienst eingezogen, jedoch nach kurzer Zeit vom Dienst entlassen. Danach übersiedelte er 1915 nach Salzburg, wo er eine Stelle als Hilfslehrer annahm. 1917 konvertierte er vom evangelischen zum katholischen Glauben. 1917 wurde er in den Männerbund „Schlaraffia Juvavia“ aufgenommen. Hier schloss er sich auch der Künstlergruppe Der Wassermann an und stellte auch in diesem Rahmen und im Künstlerhaus Salzburg aus. 1920 heiratete er die Lehrerin Margarete Neuwirth, das Paar bekam die Tochter Erika Carolina. Die Ehe zerbrach 1938.
Im Mai 1930 wurde er „wirklicher Bundeslehrer“ und hatte somit eine feste Anstellung. Bis 1944 war er als Kunsterzieher an mehreren Mittelschulen tätig, zu seinen Schülern zählten u. a. Rudolf Dimai, Wilhelm Kaufmann, Theodor Kern, Wilhelm Schnabl und Rudolf Hradil. Weder mit dem Ständestaat noch mit dem Nationalsozialismus hatte er Berührungsängste, bei der Abstimmung am 10. April 1938 beschwerte er sich, da sein Name nicht auf der Abstimmungsliste stand und so „meine Stimme ohne mein Verschulden für den Führer verloren gehen müßte“.
Bei dem ersten Luftangriff der Alliierten auf Salzburg am 16. Oktober 1944 verlor er seine Wohnung und dabei sämtliche bis dahin geschaffenen Kunstwerke; Ausnahmen waren ein expressionistisches Selbstbildnis von 1915 sowie einige Mappen mit Zeichnungen und Aquarellen.
Am  15. Juli 1945 löste er den wegen seiner Nähe zum NS entlassenen Lothar Pretzell als Direktor des Städtischen Museum Carolino Augusteum  (SMCA) ab und wurde dessen Nachfolger. Unter seiner Leitung wurde mit der Rückstellung ausgelagerter Museumsgüter in das Alte Borromäum begonnen und er setzte sich auch für die provisorische Sicherung des schwer bombenbeschädigten Museums ein. Er beriet in seiner Funktion auch die US-amerikanischen Kunstbehörden bei der Rückgabe von Kunstwerken. Unter seiner Präsidentschaft konnte 1952 das Monatsschlössl in Hellbrunn als Volkskundemuseum wieder eröffnet werden, das Vogelhaus im Mirabellgarten wurde zu einem Museumspavillon umgebaut und steht seitdem für Sonderausstellungen zur Verfügung. Von ihm wurde ebenfalls die Umsetzung des Zauberflötenhäuschens vom Kapuzinerberg in den Bastionsgarten hinter dem Mozarteum veranlasst. Er war auch für die Organisation mehrerer Sonderausstellungen des SMCA verantwortlich, so eine Gotikausstellung 1946 im Künstlerhaus Salzburg, eine Grafikausstellung am gleichen Ort, eine Hubert Sattler-Ausstellung 1947 oder auf der Festung Hohensalzburg im September 1950 die Ausstellung „Salzburg Kleid und Tracht“. Seine Rolle bei der Restitution von NS-Raubkunst wird als unrühmlich bezeichnet, erst nach massiven Druck durch das Bundesdenkmalamt wurde eine Reihe von geraubten Objekten an die Witwe von Oscar Bondy zurückgegeben, ähnlich war es bei Werken aus der Sammlung der Stiftung Mozarteum.
Funke-Elbstadt wurde erster Präsident des wiedergegründeten Salzburger Kunstvereins und in dieser Funktion am 21. Oktober 1955 wiedergewählt. Er war außerdem Mitbegründer der Paracelsus-Gesellschaft und der Salzburger Kulturvereinigung. Zudem war er Präsident der Österreichisch-sowjetischen Gesellschaft, heute Österreichisch-Russische Freundschaftsgesellschaft. Wegen dieses Engagements wurde er in Salzburg, vor allem durch Vertreter des VdU, einem Sammelbecken ehemaliger NSDAP-Mitglieder und Vorläufer der Freiheitlichen Partei Österreichs, angegriffen, letztlich legte er deswegen seine Funktion als Museumsdirektor zurück. Der „bekennende Antifaschist“ Rigobert Funke-Elbstadt stand damals mit 63 Jahren kurz vor seiner Pensionierung, was ihm seinen Rücktritt erleichtert hat. Sein Nachfolger im Amt wurde am 1. September 1954 der von Bundespräsident Theodor Körner im gleichen Jahr begnadigte ehemalige Nationalsozialist und Althistoriker Kurt Willvonseder.
In seinem Ruhestand machte er auf Einladung der Österreichisch-sowjetischen Gesellschaft u. a. mit Eduard Paul Tratz eine Rundreise durch die Sowjetunion. Auch dies brachte ihm eine negative Presse ein. 1957 wurde er Präsident des Kunstvereins und später dessen Ehrenpräsident. Bis zu seinem Tod verblieb er als Landesobmann der Österreichisch-sowjetischen Gesellschaft sowie Vorsitzender der Berufsvereinigung bildender Künstler in Salzburg. Das SMCA zeigte anlässlich seines zehnten Todestages eine Ausstellung über sein künstlerisches Schaffen.

## Ehrungen
Nach ihm ist die Funkestraße im Salzburger Stadtteil Schallmoos benannt.